# Salvador García-Bodaño
Salvador García-Bodaño Zunzunegui (Teis; 17 de julio de 1935-Santiago de Compostela; 7 de marzo de 2023) fue un escritor, poeta y crítico de arte español, miembro pleno de la Real Academia Gallega desde 1992 y vicesecretario de dicha institución en el período 2001-2009. Cultivó exclusivamente la poesía en idioma gallego y es considerado miembro de la generación de las Festas Minervais. Fue además de profesión abogado y se dedicó también a diversas actividades comerciales.

## Trayectoria
Hijo de Salvador García-Bodaño Fernández, a poco de nacer sus padres se trasladaron a Santiago de Compostela, ciudad donde se educó con la influencia de Carlos Maside y Ramón Piñeiro López. Colaboró con el diario La Noche y perteneció al Partido Socialista de Galicia del que fue secretario de Información y Propaganda.
Formó parte de numerosas empresas culturales: fue el fundador en 1961 de la Agrupación Cultural O Galo; formó parte del Consejo de la Juventud. Participó en los Juegos Florales de La Coruña en 1962, en la celebración de la primera Jornada del Día de las Letras Gallegas (1963) y en el homenaje a Antonio Machado en 1964.
En 1974 fue sancionado por el Tribunal de Orden Público por un recital en el Círculo Recreativo y Cultural de Perlío, Fene, que incluyó algunos poemas a la Revolución de los Claveles y a Pablo Neruda.
Colaboró en la realización del proyecto de la revista Teima (1976); en la editorial Escola Aberta; en el Museo del Pueblo Gallego (1976), sección etnográfica de oficios y arte popular; en la junta directiva de la primera Asociación de Escritoras y Escritores en Lengua Gallega (1980); en el Ateneo de Santiago de Compostela, ya desaparecido y del que fue presidente; en la Fundación Pedrón de Ouro; en el Museo Gallego de Arte Contemporáneo Carlos Maside, en el nuevo Seminario de Estudos Galegos (1983); fundador de la actual Asociación de Escritores en Lengua Gallega; del Instituto Gallego de Información; de la Asociación de Traductores de la Lengua Gallega; de la Fundación Castelao; del PEN Club Galicia y de la Asociación del Libro Infantil y Juvenil de Galicia.
A propuesta de Antonio Fraguas, Constantino García y Andrés Torres Queiruga, ingresó como miembro numerario en la Real Academia Gallega el 25 de noviembre de 1992, pronunciando el discurso Compostela e as nosas letras ata o Manifesto Máis Alá'. Fue subsecretario de esa institución durante dos periodos consecutivos, de 2001 a 2009.
Mantuvo una columna dominical en El Correo Gallego, titulada No pasar dos días.
Fue presidente del Ateneo de Santiago entre 2008 y 2021 cuando pasó a ser presidente de honor.

## Obra

### Poesía
- Ao pé de cada hora (1967)
- Tempo de Compostela (1978)
- 37 debuxos para un país (1985)
- Compostela (1989)
- Obra poética (1993)
- Pegadas no alcatrán (1994)
- Cidade virtual (2003)
- Cantos de ausencia. (2004)

### Narrativa
- O caleidoscopio (1992)
- Os misterios de Monsieur D´Aillier (1992)
- O Sinatra (2007)

### Ensayo
- De onte a hoxe. Ensaios xornalísticos dende Compostela (1993)
- Rafael Dieste: vida e obra en lingua galega (1995)

### Traducción
- Soy un árbol, de José Luis García Sánchez y Miguel Ángel Pacheco (1979)
- Soy una gota, de José Luis García Sánchez y Miguel Ángel Pacheco (1979)
- Soy una roca, de José Luis García Sánchez y Miguel Ángel Pacheco (1979)
- Haruchan, de Anna Gasol y Mercedes Gasol (1988)
- Viaxe por Galicia, 1837, de George Borrow (1993)

### Obras colectivas
- Homenaxe a Fermín Penzol (1972)
- Homenaxe a Francisco Fernández del Riego (1972)
- Ocho siglos de poesía gallega (1972).
- Chile en el corazón. Homenaxe a Pablo Neruda (1975)
- Homenaxe a Otero Pedrayo (1976)
- Poesía gallega de postguerra (1976)
- Homenaxe a Luís Seoane (1977)
- Galicia: realidade económica e conflicto social (1979)
- Maside, un pintor para unha terra (1979)
- Antoloxía de poesía galega. Dos posmodernistas aos novos (1980)
- Coroa poética para Rosalía de Castro (1985)
- Homenaxe a Laxeiro de escritores e artistas de Galicia (1991)
- Homenaxe a Ramón Piñeiro (1991)
- Os contos da campaña (1992)
- Rolda de amigos derredor de Francisco Fernández del Riego (1993)
- Ultreia. Poetas e pintores galegos fronte á droga (1993)
- 50 anos de poesía galega (1994)
- Desde mil novecentos trinta e seis: homenaxe da poesía e da plástica galega aos que loitaron pola liberdade (1995)
- Coroa poética para un mártir (1996)
- O entrelazo das palabras (1999)
- Río de son e vento, de César Morán (1999)
- Manuel Luís Acuña (2000)
- Homenaxe a Xavier Pousa (2001)
- A poesía é o gran milagre do mundo (2001)
- Poetas e narradores nas súas voces. I (2001)
- Un futuro para a lingua (2002)
- Homenaxe a Francisco Fernández del Riego (2002)
- O libro dos abanos (2002)
- Antoloxía consultada da poesía galega 1976-2000 (2003). Por Arturo Casas
- Antón Avilés de Taramancos: 1935-1992, unha fotobiografía (2003)
- Carlos Casares. A semente aquecida da palabra (2003)
- Intifada. Ofrenda dos poetas galegos a Palestina (2003)
- Narradio. 56 historias no ar (2003)
- Negra sombra. Intervención poética contra a marea negra (2003)
- 23 poetas galegos cantan a don Antonio Machado (2004)
- Son de poesia (2005)
- Cartafol poético para Alexandre Bóveda (2006)
- Poemas pola memoria (1936-2006) (2006)
- Poetas con Rosalía (2006)
- Poetízate. Antoloxía da poesía galega (2006)
- Volverlles a palabra. Homenaxe aos represaliados do franquismo (2006)
- A Coruña á luz das letras (2008)
- Marcos Valcárcel. O valor da xenerosidade (2009)
- Lois Pereiro en 17 voces (2011)
- Tamén navegar (2011)
- Vivir un soño repetido. Homenaxe a Lois Pereiro (2011), libro electrónico
- 150 Cantares para Rosalía de Castro (2015)

## Premios y distinciones
- Premio de Poesía Gallega y Poesía Castellana en las Festas Minervais (1959)
- Premio de la Crítica de poesía gallega por Tempo de Compostela (1978)
- Premio de la Junta de Galicia a la Creación Cultural (1988)
- Premio de la Crítica de narrativa gallega por Os misterios de Monsieur D´Aillier (1992)
- Premio O Escritor na súa Terra de AELG (2004)
- Premio Cultura Galega das Letras (2012)[5]
- Insignia de Ouro de la Universidad de Santiago de Compostela (2012)
- Premio Voz da Liberdade de PEN Clube de Galicia (2013)
- Medalla de ouro e título de Fillo adoptivo de Santiago de Compostela (2014). Además, la municipalidad de Santiago le dedicó una plaza en el barrio de San Lázaro.

## Fallecimiento
Salvador García-Bodaño murió el 7 de marzo de 2023 en Santiago de Compostela. Tenía 87 años.